# カルドナッツォ
カルドナッツォ（イタリア語: Caldonazzo）は、イタリア共和国トレンティーノ＝アルト・アディジェ州トレント自治県にある、人口約3,800人の基礎自治体（コムーネ）。

## 地理

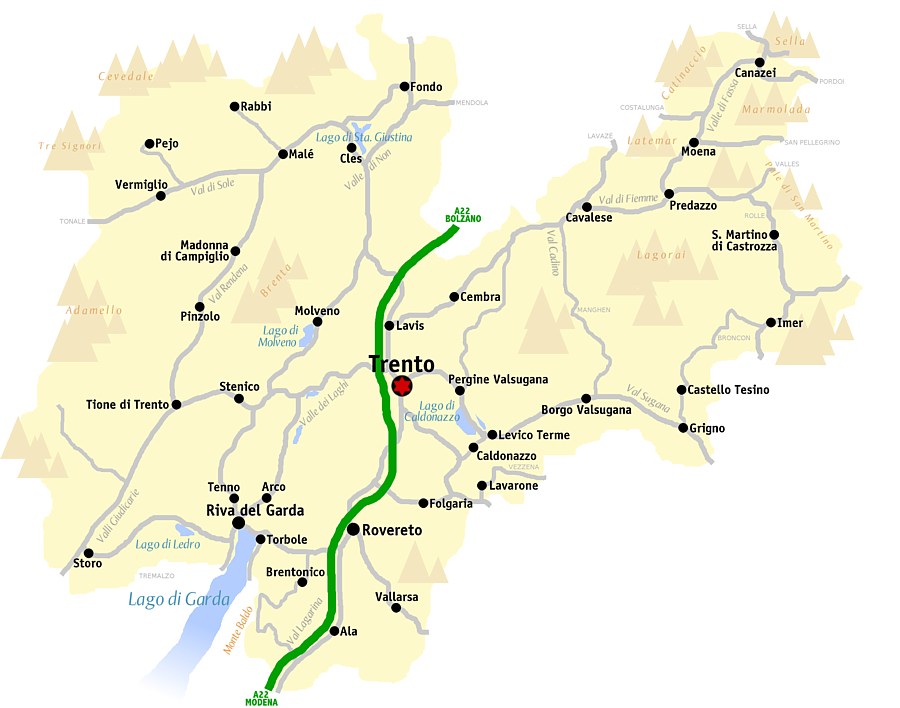
トレント県概略図

### 位置・広がり
トレント自治県南東部に位置するコムーネで、カルドナッツォ湖の南に位置する。ペルジーネ・ヴァルスガーナから南南東へ8km、県都トレントから南東へ14kmの距離にある。

#### 隣接コムーネ
隣接するコムーネは以下の通り。
| - アルトピアーノ・デッラ・ヴィゴラーナ (ボゼンティーノ、チェンタ・サン・ニコロ) - カルチェラーニカ・アル・ラーゴ - フォルガリーア - ラヴァローネ - レーヴィコ・テルメ - ルゼルナ - ペルジーネ・ヴァルスガーナ - テンナ |

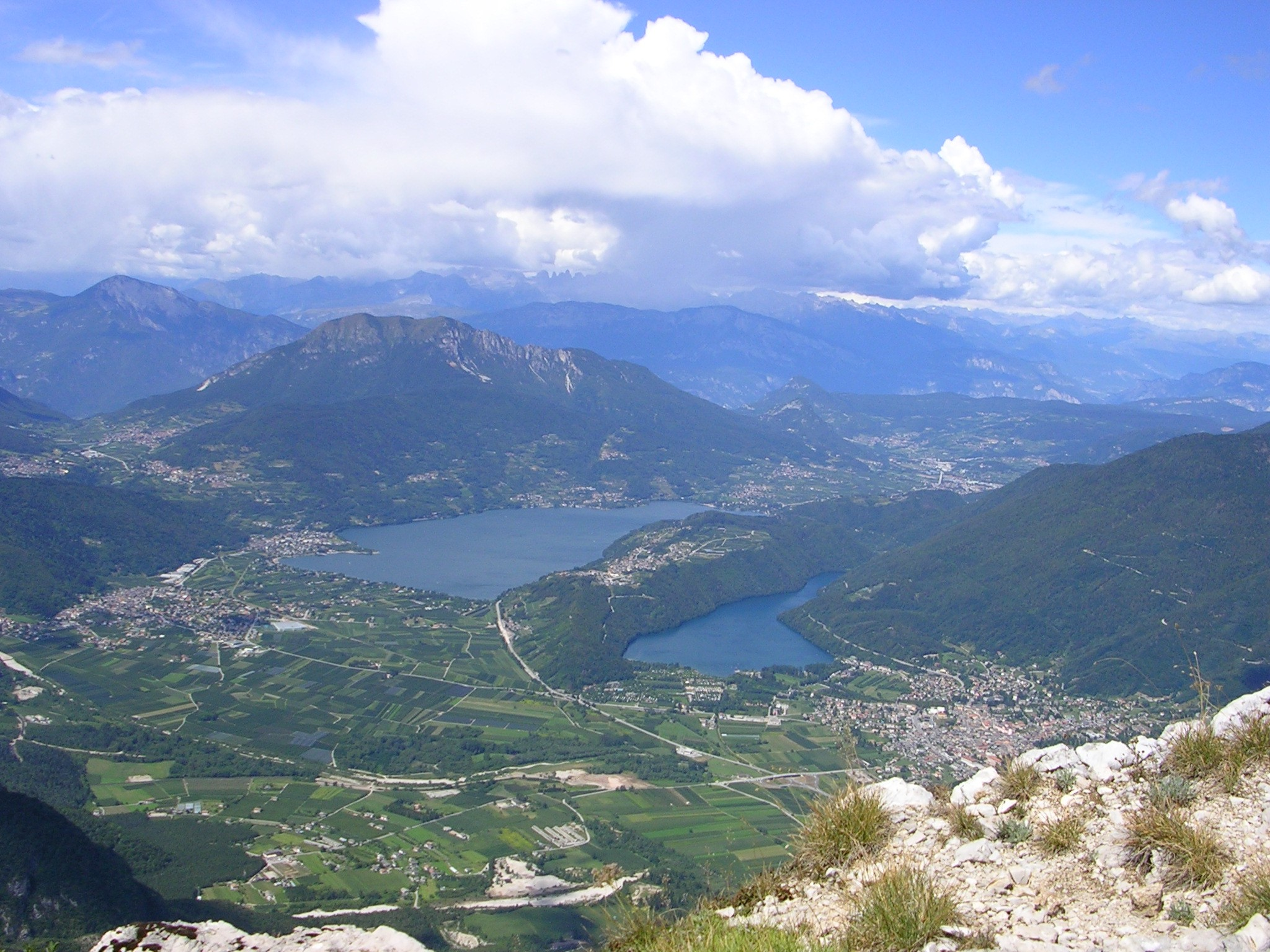
カルドナッツォとその周辺

## 行政

### Comunita di valle
トレント自治県が設置した広域行政組織 Comunita di valle "Comunita Alta Valsugana e Bersntol" （事務所所在地: ペルジーネ・ヴァルスガーナ）に属する。

## 住民

### 言語
| 少数言語話者の割合（2011年） | 少数言語話者の割合（2011年） | 少数言語話者の割合（2011年） | 少数言語話者の割合（2011年） | 少数言語話者の割合（2011年） |
| ---------------------------- | ---------------------------- | ---------------------------- | ---------------------------- | ---------------------------- |
|                              |                              |                              |                              |                              |
| ラディン語                   | ラディン語                   |                              | 0.2%                         | 0.2%                         |
| モケーニ語                   | モケーニ語                   |                              | 0.2%                         | 0.2%                         |
| チンブロ語                   | チンブロ語                   |                              | 0.3%                         | 0.3%                         |

2011年10月9日に行われた国勢調査によれば、チンブロ語話者、モケーニ語話者、ラディン語話者がそれぞれ若干いる。